# Goffredo Lanzara
Goffredo Lanzara (Napoli, 23 dicembre 1878 – 17 maggio 1961) è stato un politico italiano.

## Biografia
Avvocato, dal 1914 al 1919 sindaco di Nocera Inferiore, poi rieletto alla medesima carica nel 1944, già deputato del Regno d'Italia, fu eletto al Senato nella I legislatura della Repubblica con la Democrazia Cristiana.

## Vita privata
Sposato, ebbe due figli, Gabriele e Mario Lanzara.